# Казаков, Леонид Петрович
Леонид Петрович Казаков (23 марта 1912, Нытва, Оханский уезд, Пермская губерния, Российская империя — 13 сентября 1983) — советский военный деятель, генерал-лейтенант.

## Биография
Родился в 1912 году в Нытве. Член КПСС с 1931 года.
С 1932 года — на военной службе, общественной и политической работе. В 1932—1972 гг. — на штабных должностях в Рабоче-Крестьянской Красной Армии, участник советско-финской войны, участник Великой Отечественной войны, старший помощник начальника 1-го отделения Оперативного отдела 9-й армии, начальник оперативного отдела оперативного управления штаба 1-го Белорусского фронта, на штабных должностях в Советской Армии, начальник Управления Главного штаба сухопутных войск, начальник штаба Одесского военного округа.
Умер в сентябре 1983 года. Похоронен на 89-м участке 2-го Христианского кладбища Одессы

## Семья
- Жена: Казакова Ольга Ивановна (14.06.1913-28.07.1993)